# 沼生马先蒿
沼生马先蒿沼生（学名：Pedicularis palustris）是列当科马先蒿属的植物。分布在哈萨克斯坦以及中国大陆的新疆等地，生长于海拔370米至620米的地区。

## 亚种
- 沼生马先蒿沼生亚种（学名：Pedicularis palustris sp. palustris）为玄参科马先蒿属下的一个亚种。
- 沼生马先蒿卡氏亚种（学名：Pedicularis palustris sp. karoi）为玄参科马先蒿属下的一个亚种。